# Alain Robidoux
Alain Robidoux (ur. 25 lipca 1960 w Saint-Jérôme w prowincji Quebec) – kanadyjski snookerzysta.
W 1987 był półfinalistą amatorskich mistrzostw świata, by rok później rozpocząć występy zawodowe.
We wrześniu 1988 roku na turnieju European Open uzyskał maksymalny break snookerowy (147 punktów).
W 1996 triumfował na mistrzostwach świata w trickach snookerowych w Sun City. Po najlepszym w karierze sezonie 1996/1997, który dał mu awans na 9. miejsce w rankingu światowym, kolejne występy miał mało udane. Do pogorszenia rezultatów miała przyczynić się utrata ulubionego kija.
Również w 1996 roku osiągnął finał rankingowego turnieju German Open, gdzie pokonał m.in. Anthony Hamiltona i Johna Higginsa, ale w meczu finałowym nie sprostał Ronnie O’Sullivanowi (wyrównał ze stanu 3:7 na 7:7, ale przegrał ostatecznie 7:9). W tym samym turnieju przypadła mu nagroda za najwyższy break imprezy (145 punktów).
Wiosną 1997 roku osiągnął półfinał Mistrzostw świata, przegrywając z późniejszym triumfatorem – Kenem Dohertym.